# Dérivation régressive
La dérivation régressive ou troncation consiste à former un mot nouveau par suppression d'un suffixetexte[Passage contradictoire avec l'article Apocope, section Définition linguistique]. Par exemple, le verbe somnoler apparaît au XIXe siècle par suppression des suffixes -ence et -ent des mots somnolence et somnolent (XVIe siècle) ; le verbe agresser apparaît au XIVe par suppression du suffixe -ion du mot agression.
Ainsi définie, la dérivation régressive n'est perceptible que dans une perspective diachronique : seule l'histoire de la langue permet de déterminer que le nouveau mot a bien été obtenu par suppression du suffixe d'un mot déjà existant, et non l'inverse.
Les nombreux noms déverbaux, substantifs obtenus par suppression de la marque de l'infinitif, comme accord qui vient d’accorder et refus qui vient de refuser, ont longtemps été analysés comme des cas de dérivation régressive. Mais la tendance actuelle est de considérer, comme Lehmann et Martin-Berthet, que la terminaison de l'infinitif est une désinence, relevant donc de la flexion, et non un suffixe ; le retrait de cette désinence marque seulement un changement de catégorie, ce qui constitue un phénomène de dérivation impropre, également appelé conversion. Par exemple, le substantif cri apparaît au Xe siècle par suppression de la marque de l'infinitif du verbe crier ; mais la base cri existait déjà comme base de conjugaison, à laquelle s'ajoutaient les désinences : de ce fait, l'apparition du substantif peut être considérée comme un simple transfert de cette base de la catégorie verbale à la catégorie nominale. 